# 五卅运动

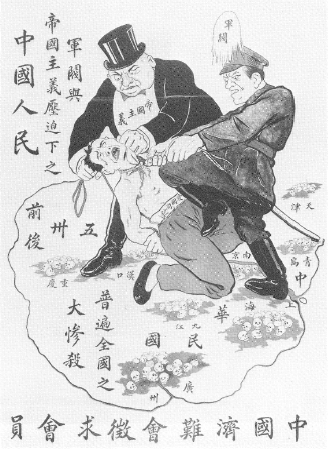
五卅風潮後的當時一幅宣稱帝國主義和軍閥在折磨愛國者的政治宣传海报。

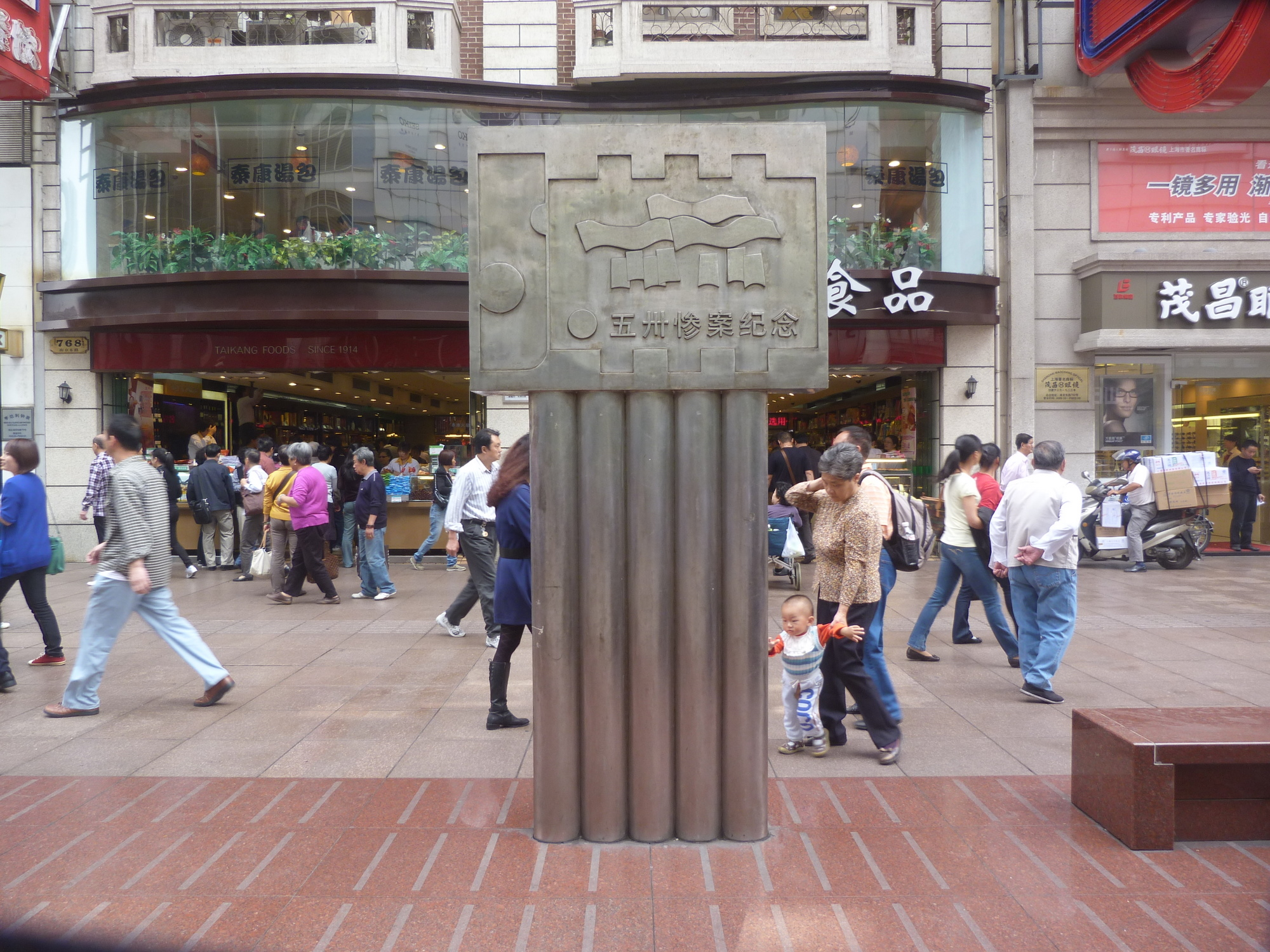
上海南京路對該事件的纪念碑

五卅运动，或稱五三〇事件，是中华民國北洋政府时期，由中国国民党上海執行部（時值第一次国共合作）策劃及領導的第一个大型社會運動。當時的主要目標是針對帝国主义和北京（北洋）政府及其军阀势力。
事件發展自1925年5月30日，青岛、上海等地工人遊行抗議日本棉紗廠存在肆意開除及暴力對待工人，期間由於出現軍警鎮壓造成傷亡的情況，又被称为五卅慘案、青沪惨案、五卅大屠殺等。

## 歷程

### 背景
在當時的外國人和本土華人兩方上，對上海的認識是存有巨大的分歧，外國人視上海為一個打入「死板板東方」的楔子，但華人民族主義者認為上海是一個西方在華特權中心，而在上海外國人會是有一種上海心理（Shanghai Mind）即未有清楚義和團運動以來發生的改變，同時又指上海與英國之間是一種不即不離的關係（Equivocal relationship）。時駐上海的英國總領事巴爾敦自認是一位中國通，被同僚稱為「上海事實上的獨裁者」，曾向美國公使表示視英租界為「文明對抗野蠻的前哨站」。當時上海工部局亦受英國人主導，英國在華會社（The China Association）支會和英商會（The British Chamber of Commerce）亦是上海內最有權力的外國機構。
在蘇維埃指導、養助而發展中的中國過激主義，被外國人視作一九二五年初期中華民國的危險。本土的民族主義者則否認了其散佈的言論存在排外主義，宣稱目標是為「恢復完整主權」及改變外國對華外交等待遇。中國國民黨與中國共產黨在這一時期有著很密切的關係，令外國人難以分辨兩黨，而兩黨在上海為爭取工人效忠和爭奪領導組建工人機構，就有明顯分別會相互對抗而不是聯合。就外界眼光而言，在華外國人擔憂的是無政府狀態會更危險，而不是城市中激烈的民族主義活動。在當時中華民國本土政局並不和諧下，在上海的華人同時有長期積聚對外國人的不满:12。

### 事起
1925年（民國14年）2月，上海日商“内外棉株式会社”第八廠發現一童工屍體，胸部曾受重擊；工人相信為日籍管理人員用鐵棍毆打致死，於是全體罷工。後經上海總商會調停，內外棉資方承諾不再打罵工人了事。4月19日，青岛日商大康纱厂4000余名工人为争取工会权利、增加工资，举行大罢工，成立罢工委员会，散发《青岛大康纱厂全体工人泣告书》。内外棉等日商工厂工人积极响应，形成全市日商纱厂工人联合大罢工。5月，多間日本紗廠以男工引發工潮为由，將所有男工解僱，引起22家上海工廠大罷工，再由上海總商會調停；正準備复工之際，內外棉第八廠再開除數十名工人。於是八名工人代表於5月15日再向內外棉資方交涉，内外棉第七厂的日籍资方人员与有中国共产党党员身份的工人顾正红发生争执，冲突下日籍资方人员开枪打死了顾正红，另七人受傷。工人向上海公共租界工部局求助，亦被逮捕。
在日本政府的压力下，胶澳商埠督办温树德出动警察和保安队强迫工人复工，将中共青岛支部书记邓恩铭逮捕、继而驱逐出境。中共中央及时派李慰农来青岛，建立四方支部，派任书记，加强对工人运动的领导。中华全国总工会副委员长刘少奇也前来青岛指导工人运动。中共山东地委书记尹宽等来青岛具体指挥。各纱厂公开建立了工会，青岛各界群众声援工人的斗争迅速发展。私立青岛大学学生会负责人罗荣桓带领该校学生团结全市学生支援工人运动。在青岛的罢工得到全市各界群众的同情和支持，纷纷成立罢工后援会。青年学生上街宣传罢工，发动市民募捐，资助纱厂工人。《青岛公民报》主笔胡信之在该报开辟《工潮专号》，报道罢工动态，鼓舞了纱厂工人的斗志。在上海的事件先激起上海社会各界对外國勢力的不滿，和反帝国主义的情緒。

### 经过
5月24日，上海各界舉行追悼顧正紅大會。上海大學學生組織演講組，到租界各處宣傳民族主義，反對外國在華勢力。日本政府和山东、青岛军阀当局加紧联合镇压青岛工人运动。警察厅派出警察3000多人包围大康纱厂，日本海軍军舰从旅顺等地开来公开威胁，准备以武力对付罢工工人。北洋政府指示张宗昌、温树德，采取严厉手段解决工潮。5月29日，包围青岛内外棉纱厂的军警向罢工工人开枪，厂内日本职员也枪击工人，结果打死工人8名、重伤数十人，逮捕工人70余人。
5月28日，中国国民党上海執行部决定借此机会，发动学生和工人在30日到上海公共租界内举行游行示威等抗议活动。5月30日，数千名工人、学生、群众到上海公共租界各条马路组织大示威游行，抗议内外棉资方无理枪杀顾正红，要求释放因声援工人罢工而被捕的学生，反对上海公共租界工部局的印刷附律、增加码头捐、交易所注册等4提案。下午，大量学生聚集到上海公共租界内最繁华的南京路，跟公共租界警方发生冲突，有十多人受伤，其中有100多人被捕、关押在老闸捕房。到下午3时，约有上万群眾湧到老闸捕房門前进行交涉。下午3时55分，英國籍捕頭下令向外開槍以驅散人群，結果造成13人死亡、40幾人受傷，有49人則被拘捕，被稱為“五卅惨案”。工部局其後宣佈戒嚴，租界內的大學被封閉。藉此契機中國共產黨中央委員會召開緊急會議，決定由瞿秋白、蔡和森、李立三、劉少奇和劉華等組成行動委員會以具體領導事後的「鬥爭」。
而由6月1日開始，全市工人、商人、學生等一起罷工、罷市、罷課。“三罷”一直持續到6月中旬，約有25萬工人、20萬商人、5萬大中學生參與，總人數超過50萬。包括教育、文化、宗教界人士以及地方士紳、社會名流等都有參與其中。
運動後期商人群體和中國共產黨之間積聚大量矛盾，因此商界于6月24日宣布停止罢市。9月18日，卢永祥令上海戒严司令奉系军阀邢士廉，封闭上海总工会和工商学联合会，通缉李立三、刘华等工人领袖。8月中旬，各地工人停止罢工，罢工事态逐渐平息。

### 商團與工部局統計

#### 工部局警務處日誌
根據工部局警務處匯集分區捕房的原始日誌，老閘捕房在5月30日，即滬案事發當日下午一點左右，接報南京路多處有學生演說和人群聚集。英國籍捕頭愛活生(E.W.Everson)隨後奉召帶領一隊歐籍巡捕前去，在場拘捕三人帶返捕房，期間有民眾一直跟隨而到捕房後逗留在外不肯散去，進而都被一齊拘捕。愛活生等巡捕後再前去西藏路類似集會現場，再拘捕一名舉反日旗的學生帶返捕房，有大批學生跟隨到捕房外並拒絕散去，隨即都被拘捕。
日誌記錄到下午二點四十五分，有一名巡捕在西藏路驅散集會人士的時候，遭到對方襲擊而被打倒在地，為首幾名涉嫌襲擊者即時被捕再帶返捕房，不過跟隨的民眾有多人跟著巡捕和被捕者進入了捕房審訊室。在巡捕嘗試驅離闖入人士的混亂過程中，被捕者乘機逃脫。其後捕房方面人員艱難地將人群推出捕房範圍，迫使聚集人士向南京路東退去，巡捕們有同時勸籲人群平靜散去，但在到達永安公司對面時人群停止移動並對巡捕出現威脅性態度，幾個人更有出手毆打兩個巡捕，記錄指其中一名巡捕被打倒後還有人試圖搶奪巡捕的佩槍。巡捕們對此開始用木棒和警棍驅趕人群，但是記錄表示場面仍然失控。巡捕們之後被大批人群逼返到捕房門口，期間有人大叫「打死外國人」和有人意圖搶奪巡捕武器，此時捕房門口已集結相當警力持槍而子彈已上膛，捕頭愛活生為防止逼近民眾再接近捕房範圍而下令向人群開槍，據計當場一共發射四十四槍而驅散人群。警方槍擊即場導致四人死亡，五人後因傷重而死，十四人負傷後收治仁濟醫院並扣留。後捕房在清理現場中收繳大量各式旗幟和小冊子。
記錄事後共有四十六名學生被捕並被拘留，均被控進行暴亂，當中二十二人是西摩路上海大學學生，七人是麥根路同德醫學院學生，十五人是小沙渡路大夏大學學生，二人是商務印書館職工。後有二十一人被獲准交保釋放。

#### 商團巡防報告
根據時上海萬國商團司令戈登上校（Colonel W.F.L.Gordon）事後的報告，在5月30日警務總巡告知南京路發生騷亂後，遵照工部局總董的口頭指示是預備召集了各國武裝隊，並集合隊伍於31日晚間在閘北邊界周圍進行巡行以展示一定的震懾力。至6月1日各武裝隊奉令駐防各自營地，警務總巡在上午十點告知浙江路南京路口（聚集示威者）出現失控情況，商團司令隨即指令上海蘇格蘭隊和「甲」大隊前去清場恢復秩序。
到6月2日下午有人從西藏路白克路口的一個弄堂槍擊巡邏中的美國騎兵隊，造成一名下士受傷，一匹馬死亡和另一匹受重傷。其後在新世界再有一排槍向下攻擊騎兵隊，商團司令召喚駐守跑馬總會的O.C.第一縱隊前去包圍新世界，不過部隊途中在靜安寺路西藏路口遭遇到兩邊有埋伏射擊。後騎兵隊、蘇格蘭隊和巡捕們進入新世界大樓搜查，未有發現襲擊者身影而尋獲一條地下通道，通道可貫通新世界南北兩邊的樓房。商團司令接獲報告指在福州路集結的人群曾有不少歡呼和掌聲，據此司令推斷襲擊者是經該路逃離現場。
商團司令在6月3日接掌租界防守部隊司令，針對新世界槍擊事件和南京路曾有人上屋頂向騎兵隊投擲石塊，司令決定在幾個主要屋頂設置崗哨並禁止居民登上屋頂。上海市政廳則宣佈戒嚴，各國在港海軍陸戰隊隨後上岸，與萬國商團一起維持市面秩序，司令報告指出由於眾多海軍陸戰隊接手多個重要地點的守衛任務，令商團得以減少了武裝人員和巡邏頻率。商團到6月底為止剩餘五十人是日夜輪流值守。
這次支援市政當局的任務終止於8月28日，即解散各召集隊伍。報告統計商團集合兵力最高峰時達到1,360人，數字未包括在各自居所當值的後備人員。

#### 工部局救火隊報告
根據時工部局代理火政處長戈登.戴森（J.Gordon Dyson）事後的報告，率先在5月31日下午是接獲老閘捕房總巡發出援助（清場）請求，火政處就出動了中區和新閘區的救火隊，各隊帶一架五百加侖的里蘭牌抽水機前去南京路，分別對向東西方向，水龍管嘴朝向轉角位與其他指定位置射水以驅散人群，在三個小時後人群散去救火隊便離場。老閘捕房處就留守一架丹尼斯牌抽水機，是由新閘區火政處運去，在警署內架設長達14日。
在6月1日上午，中區的消防隊再奉召到南京路協助警方清場，報告指救火人員是在冒著示威人士雨點般的石塊攻擊下、利用路上一個舊式的水龍頭射水驅趕人群。驅離示威人士期間有多個抽水機手，包括在場指揮的管帶都被擲石或其他投擲物擊中，一名救火隊員眼部被重創以致其後多日都無法動彈。
在6月4日傍晚，楊樹浦的消防隊奉召到日商東華紗廠驅散示威者，不過抵達時人群早已散去。其後在現場架設一架里蘭牌抽水機，全部由管帶操縱日夜值守以警戒再有示威人士聚集，一直風平浪靜直到7月20日撤離抽水機。

## 命案與運動調查

### 死者名單
当场死亡的13人是：
- 何秉彝，上海大学学生，四川人，共青團上海地委組織部主任
- 尹景伊，同济大学学生，山东人，校學生會執行委員
- 陈虞钦，南洋附中学生，原籍广东增城，生于南洋荷属婆罗洲
- 唐良生，华洋电话局接线生，江苏人
- 陈兆长，东亚旅馆厨工
- 朱和尚，洋务职工
- 邬金华，新世界职工
- 石松盛，电器公司职员
- 陈光发，包车行车匠
- 姚顺庆，琴行漆工
- 王纪福，裁缝
- 谈金福，味香居伙友
- 徐落逢，商贩

### 國內外組織調查
在上海慘案（六一慘案）發生後，時中華民國執政府與國際各國之間，就調查案件事宜多番交涉。駐華公使團在對第一次執政府方面照會的答覆中，否認上海租界捕房有直接責任，其後的覆牒認為執政府方面的調整報告不甚完全，同時通知公使團更自行組織調查委員團會派赴上海調查。各國委員團是於6月10日抵達上海開始調查工作。6月15日北京公使團電令在上海之六國委員團組織滬案委員會，與執政府方面委員迅速開議。執政府也特派鄭謙、蔡廷幹、曾宗鑒、虞洽卿四人為談判代表，與六國委員接洽開議。
在與中方的談判擱置後，公使團經考量赴滬委員會的調查報告，對滬案有如下結論：
1. 工部局董事會總董並非沒有責任。
2. 認為應撤換「無能」和「玩忽職守」的總巡麥高雲上校（K. J. McEuen）
3. 不追究發出開槍命令的捕頭愛活生的責任，但認為他或許可更早請求增援。
4. 認定巡捕條例有缺陷而有導致慘劇發生，建議重新修訂再公佈施行[6]，同時要求北京政府懲處有關華官。

不過英領巴爾敦收到決定後就向在京大使白樂德（Charles Michael Palairet）和英國外交部抗議，堅持要求對滬案重新進行司法調查，聲言如果公使們繼續實行計劃他將會「盡其所能為不平之感而戰鬥」，英國外交部接納了巴爾敦的訴求，公使團亦擱置轉達和公佈上述決定的計劃。

到7月6日工部局美國會董費信惇（Sperling Fessenden）更致函上海領衍領事，清楚地拒絕了實行公使團的決定，聲稱工部局僅對上海（外國人）選民負責。7月11日英國外相張伯倫向白樂德提出司法重查滬案，主張由英國人擔任主司法官，選美國人同華人各一人為司法官，並計劃讓工部局預先宣誓會遵守司法委員會的判決。張伯倫在與美國、法國和日本方面多番交涉後，到7月尾獲得上述各政府的同意。中華民國北京政府方面則較晚得知司法再調查的決定，就拒絕了選派司法人員參與，本土民間亦不看好此事:41-46。

司法委員會於10月5日在上海正式召集。上海總商會會長虞洽卿在6日於當地報章上發表言辭激烈的聲明，稱中國居民與司法調查毫無關系。司法委員會經多次登報公佈預備調查後，於10月7日至27日進行調查聆訊與取證。27日委員會結束第13次會議後就休會考慮調查結論。最後在12月份正式形成報告，英、日的司法官得到結論大體一致，認為巡捕和工部局無罪，而美國司法官則在許多極具爭議的問題上同情華人的觀點。美國委員的報告證實了六國委員團所得到的印象，即認定工部局未有充分的預防措施去阻止騷亂，同時是嚴厲地譴責了麥高云的擅離職守。三人的報告書都認為在南京路事發當時的環境下巡捕是「別無選擇只能開槍」，但美國的司法官認為致使這種情況出現巡捕是負有責任的，因此建議麥高云辭職。

公使團未有理會北京政府隨後發出與司法調查報告爭鋒相對的要求，於12月11日開會研究了結滬案之辦法，決定：第一，負有責任的巡捕請辭並由工部局接受；第二，向華人受害者支付合理數目的慰問金。上海工部局董事會於21日表示接受上述的建議。最後麥高雲和愛活生向工部局請辭獲接受，工部局也向中方支付75,000元的慰問金。北京政府接此結果表示不予承認，還指令退款回工部局，而五卅案交涉至此告結。

## 影响
五卅运动爆发后，随着国民革命軍北伐的推进以及成功，收回租界、收回教育主权、反基督教运动和反帝国主义势力的运动在全国如火如荼地展开。慘案發生翌日，上海总工会在宝山路宝山里2号成立，李立三为委员长，各科正副主任大部分为共产党员。6月5日，青岛四方机厂全厂罢工，全市各界迅速响应。秘密返回青岛的邓恩铭主持成立了上海事件后援会，发表宣言，确定了各界反帝斗争纲领。6月8日，青岛全市大中学校罢课。10日全市市民大会召开，动员全市民众举行示威游行。16日全市各界3万余人举行了青岛历史上规模最大的集会。中共青岛党组织以工人、学生为主体成立了各界外交促进会，继而成立了青岛市工界联合会。9月18日，上海总工会会所被查封，于是在狄思威路麦加里成立汪寿华负责的秘密办公机关（直到1927年3月进驻闸北湖州会馆）。上海总工会先后发动了20万人次的总罢工。
全中國陸續出現響應反抗外國在華勢力。各地學生紛紛發動罷課、工人發動罷工。上海等地商人亦罷市支持。提出的要求包括廢除不平等條約，收回列強在中國的各種特權等。特別是在事件中的英國和日本更倍受針對。漢口、鎮江、九江、重慶皆有因排擠英人及日人而起的流血衝突。部份外籍人士受到襲搫，外國使館、商店被搶劫。而英國軍隊則在漢口、九江等地的衝突中向群眾開槍。
廣州國民政府則策動香港及廣州沙面英租界之工人罷工，稱為省港大罷工。之後廣州學生、軍人及工人在6月23日遊行，與沙面之英法軍队衝突，約二百中國軍民死傷，稱為沙基慘案。
7月23日以大康纱厂工人为首再度形成纱厂同盟大罢工。次日张宗昌率新任胶澳商埠局总办赵琪从济南赶来青岛，接受日本人和青岛买办商人的收买，于7月26日调集大批军警镇压工人罢工，封闭铁路工会和各纱厂工会，逮捕杀害了中共青島负责人李慰农与胡信之等，镇压工人运动和中国共产党人的活动。一批共产党人、革命志士和工人学生骨干被捕，青岛国共两党组织遭到严重破坏，民众团体全部被取缔，民众的一切自由均被剥夺。中共青岛党组织的活动和工人运动转入了低潮。

## 纪念

### 纪念地

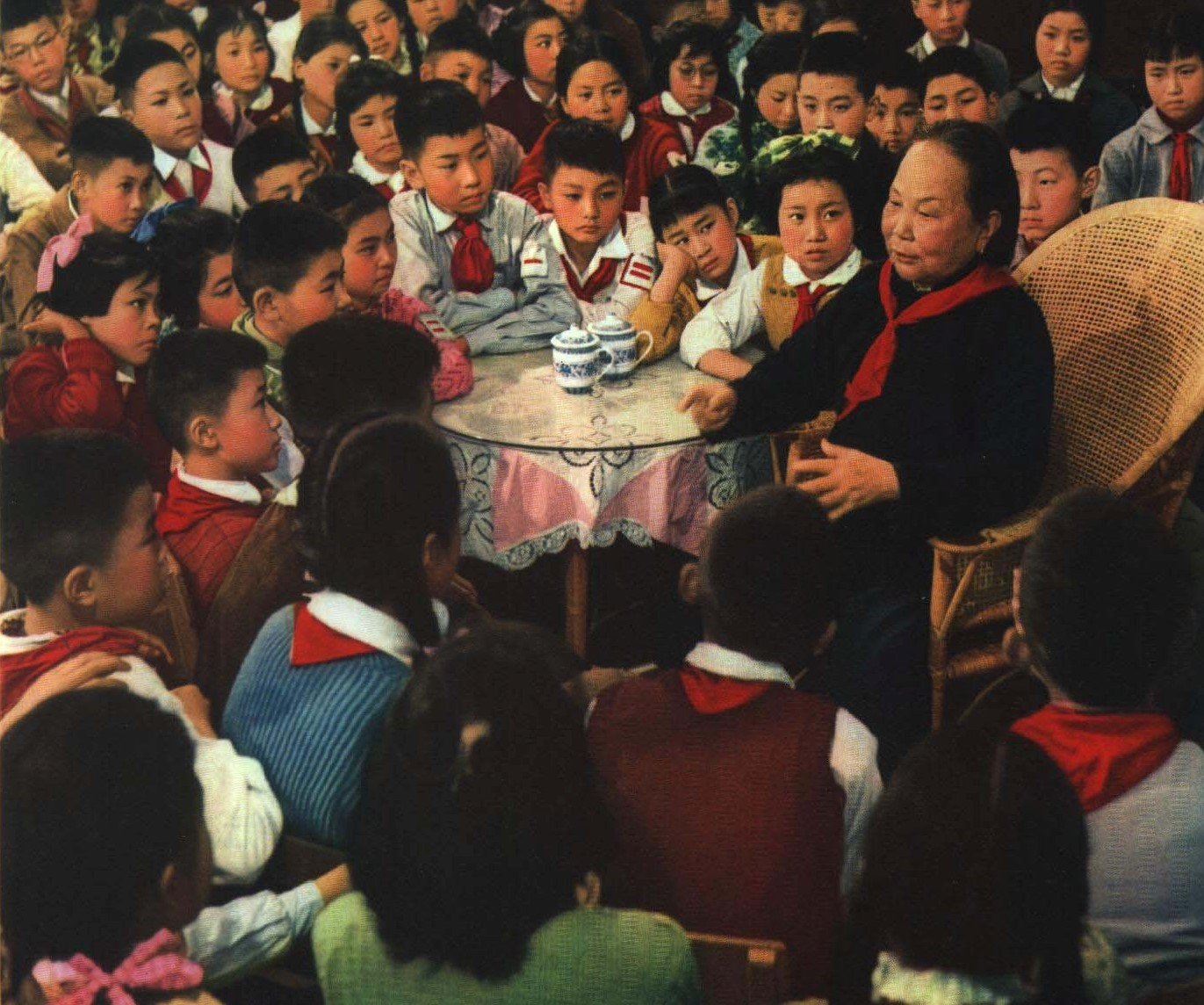
五卅运动经历者施小妹给学生讲历史，《人民画报》1965年。

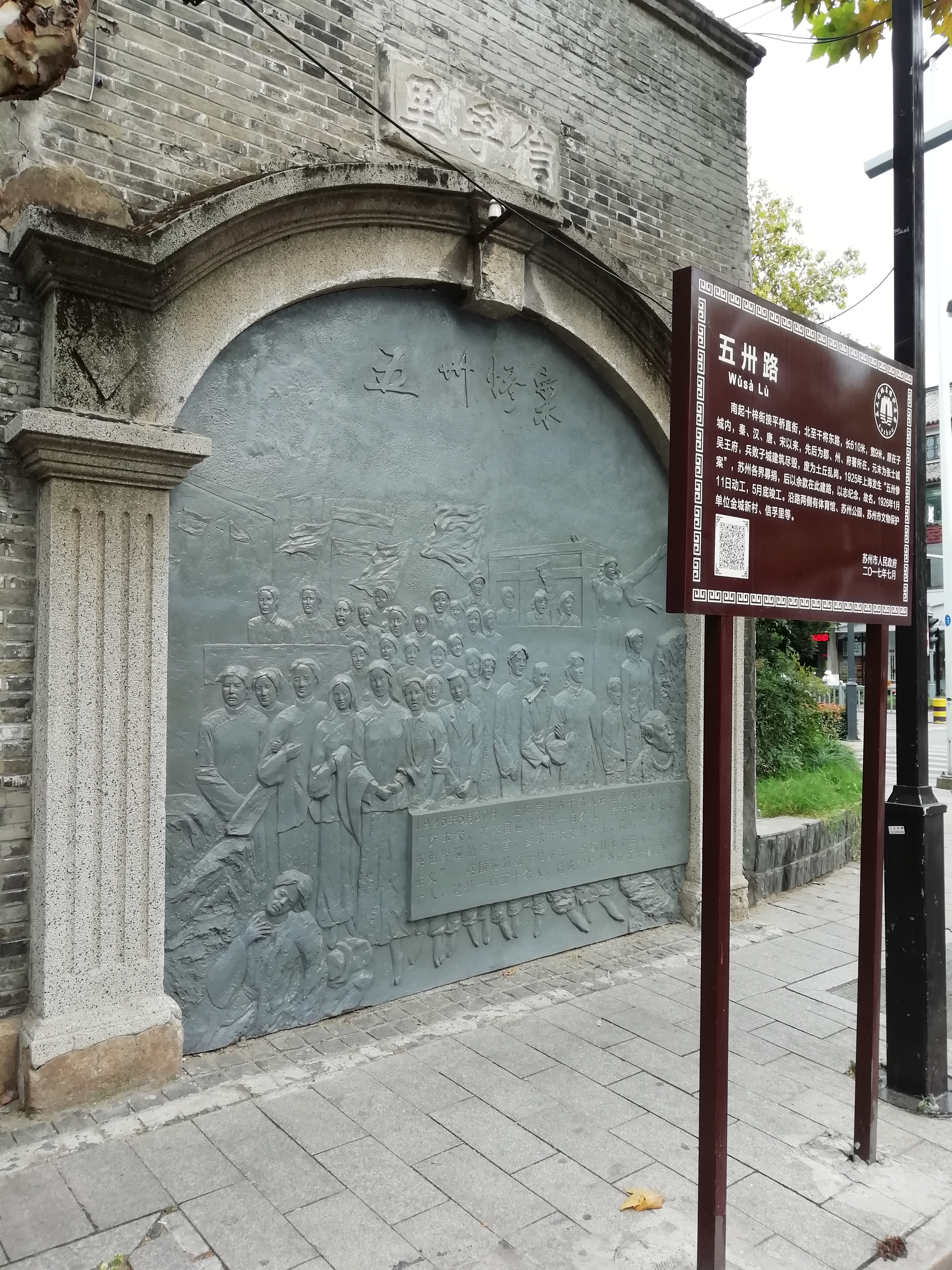
苏州五卅路上的五卅惨案艺术墙

1926年5月29日，上海各界人士及人民群眾團體集會遊行，以紀念一年前發生的五卅慘案，並在閘北寶興路方家木橋舉行烈士墓奠基典禮。翌日，唐駝題字：「中華民國十五年五月三十日上海各界全體國民為五卅殉難烈士建築公墓舉行奠基禮紀念，唐駝敬書。」
1930年代初，上海公共租界工部局将老闸捕房南京路大门堵封，改由贵州路门口进出。原五卅惨案流血地点——老闸捕房南京路大门处改建为商铺，即今南京东路766-772号的大光明钟表店。
1932年的一二八事变中，一幢砖木结构的二层旧式石库门里弄住宅(宝山里2号上海总工会会所)，为日军炮火所毁。
1932年一二八事变后，又在烈士墓西南建造五卅小学。
1937年淞沪会战爆发，碑亭为炮火所毁。
1938年，日军将五卅烈士墓全部炸毁，部分烈士遗骸被移葬大场。
1949年以后，老闸区与黄浦区并合，于是将贵州路101号老闸捕房的原址改办培光中学。
1959年，公布为上海市文物保护单位。
1960年公布为上海市文物保护单位。
1977年，重新公布为上海市纪念地点。
1980年公布为上海市纪念地点。
1985年，上海市文管会在遗址勒石纪念并举行揭幕仪式。1985年，改为上海市商业职业技术学校。目前，商职校里仍保留着以前老闸捕房的牢房旧址供人参观。1985年，老闸捕房旧址也被公布为黄浦区文物保护单位。以后在原址另建楼房，现为上海第五衬衫厂仓库及食堂。
五卅惨案的死难者埋葬在闸北宝兴路方家木桥北首（今靜安区广中路668号广中路停车场内），建有正方形的五卅殉难烈士墓碑碑亭，碑上刻有谭延闿书写的“来者勿忘”四字和蔡元培撰文的碑文。碑亭顶部四角刻有醒狮雕塑，每个墓顶上刻有雄鸡雕塑。

### 相关纪念物
- “五卅”烈士墓遗址，位于上海市虹口区广中路街道的新同心路1号处，为上海市文物保护单位。
- “五卅”运动初期的上海总工会遗址，位于静安区宝山路街道宝山路403弄（宝山里）2号。
- 五卅演讲厅，位于江苏省镇江市润州区云台山南面的伯先公园内，为五卅运动期间镇江各界为纪念五卅惨案而建的一座公共演讲厅。
- 五卅路与纪念碑，位于江苏省苏州市姑苏区。五卅运动爆发后，当时苏州各界人士为纪念这一事件，在皇废基修建了一条马路，称为五卅路，并竖起两块界石。1985年为纪念五卅运动60周年，将五卅路界石移至五卅路中段民治路口，并镌刻一纪念碑[16][17]。

## 相关作品
- 《面纱》